# West Warwick
West Warwick é uma vila localizada no estado americano de Rhode Island, no condado de Kent. Foi fundada em 1648 e incorporada em 1913.

## Geografia
De acordo com o United States Census Bureau, a vila tem uma área de 20,7 km², onde 20,2 km² estão cobertos por terra e 0,6 km² por água.

## Demografia
Segundo o censo nacional de 2010, a sua população é de 29 191 habitantes e sua densidade populacional é de 1 446,82 hab/km². É a localidade mais densamente povoada do condado de Kent. Possui 13 888 residências, que resulta em uma densidade de 688,34 residências/km².